# Resurrection (píseň, Brian May)
Resurrection je píseň britského rockového kytaristy Briana Maye z roku 1992, kterou napsal spolu s bubeníkem Cozym Powellem a Jamiem Pagem. Původně vyšla v roce 1992 na Mayově prvním sólovém albu Back to the Light a 7. června 1993 jako celkově čtvrtý singl z tohoto alba s b-stranou „Love Token“. V britském žebříčku UK Singles Chart tento singl obsadil 23. příčku a celkově v žebříčku setrval 3 týdny. Spolu s dalšími písněmi z alb Back to the Light a Star Fleet Project a několika živými nahrávkami byla tato píseň také zahrnuta na stejnojmenném mini-albu Resurrection (1993), které bylo vydáno pouze v Japonsku. Dne 16. července 2021 byl tento singl znovu-vydán pro propagaci remasterovaného a znovu-vydaného alba Back to the Light. Živě byla píseň hrána převážně v letech 1992–1993 Mayovou hudební skupinou The Brian May Band, přičemž je také součástí jejich jediného živého alba Live at the Brixton Academy z roku 1993.
Brian May v roce 2021 při příležitosti znovu-vydání singlu o písni řekl: „Přišel s tím Cozy [Powell] a byl to pro mě dar z nebes. Potřeboval jsem něco, co dokáže vyjádřit mé pocity při hledání nového života. Píseň má neskutečnou energii a je plná naděje, které také odpovídá videoklip plný efektů s ohněm,“ Powell píseň původně zamýšlel pro své album, s Mayem se však dohodli, že ji společně nahrají a May ji tak použil i pro své. May rovněž uvedl, že během natáčení alba Back to the Light zkoušel, jak daleko až může zajít co se týče intenzity a výšky vokálů, které pro něj „nebyly jednoduché nazpívat“.